# 최훈 (영화 감독)
최훈(崔薰, 1922년 7월 27일 ~ 2005년 11월 6일)은 대한민국의 영화감독, 영화 기획가, 영화배우, 기업가이다.

## 생애
출신지는 평안남도 안주군(安州郡: 현 안주시)이다. 1957년 영화 <모녀>를 발표하며 영화감독으로 데뷔하였다. 1964년 <아빠 안녕>을 감독, 1965년 <얄개전>을 연출하였다. 1968년 <엄마야 누나야 강변 살자>와 1969년 <물망초>를 연출하면서 정통 멜로 드라마 감독으로 명성을 굳혀나갔다.
1970년 영화인협회 감독위원장을 지냈고, 1971년 한국예술문화단체 총 연합회 이사를 역임, 1972년 한국영화인협회 이사장을 역임하며 한국영화의 성장을 도왔다. 
영화 <수선화>로 1973년 제12회 대종상 감독상을 수상, 1993년에는 대한민국예술총연합회로부터 예술문화대상을 받았다.
영화배우 겸 연기자 최정훈(崔正薰)의 둘째 형이기도 하다.

### 주요 경력
- 1942년 평안북도 신의주에서 초등교원직을 시작.
- 1946년 평안남도 안주에서 중등교원직으로 근무.
- 1947년 교원직을 사직하고 남하하여 서울 서대문구에 정착.
- 1948년 아세아영화공사(亞細亞映畵公社) 사장(1961년 사직).
- 1954년 영화 《출격명령》으로 영화 조감독 데뷔.
- 1955년 영화 《춘향전》으로 본격 영화 조감독 데뷔.
- 1958년 영화 《모녀》로 영화감독 데뷔.
- 1964년 영화 《슬픈 미소》로 영화 기획가 데뷔.
- 1966년 영화 《나는 왕이다》의 단역으로 영화배우 데뷔.
- 1974년 한양대학교 연극영화학과 강사(1976년 사직).
- 1975년 동국대학교 연극영화학과 전임교수(1976년 사직).

## 소속
- 前 한양대학교 강사
- 前 동국대학교 전임교수